# Брустуры (Ивано-Франковская область)
Брусту́ры (укр. Брустури, до 2021 г. — Бру́стуров) — село в Космачской сельской общине Косовского района Ивано-Франковской области Украины.
Население по переписи 2001 года составляло 1408 человек. Занимает площадь 12,661 км². Почтовый индекс — 78641. Телефонный код — 03478.

## Галерея

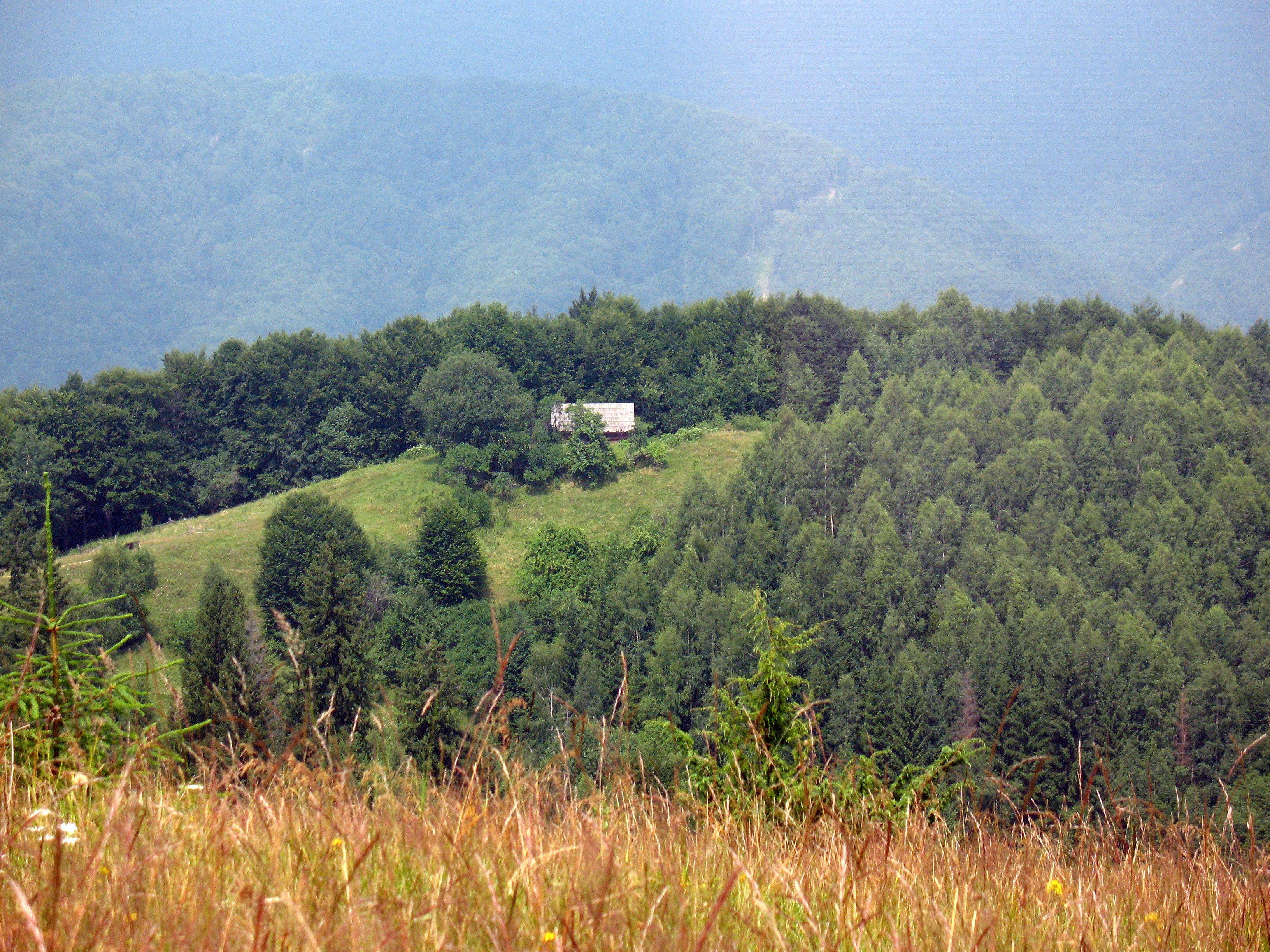
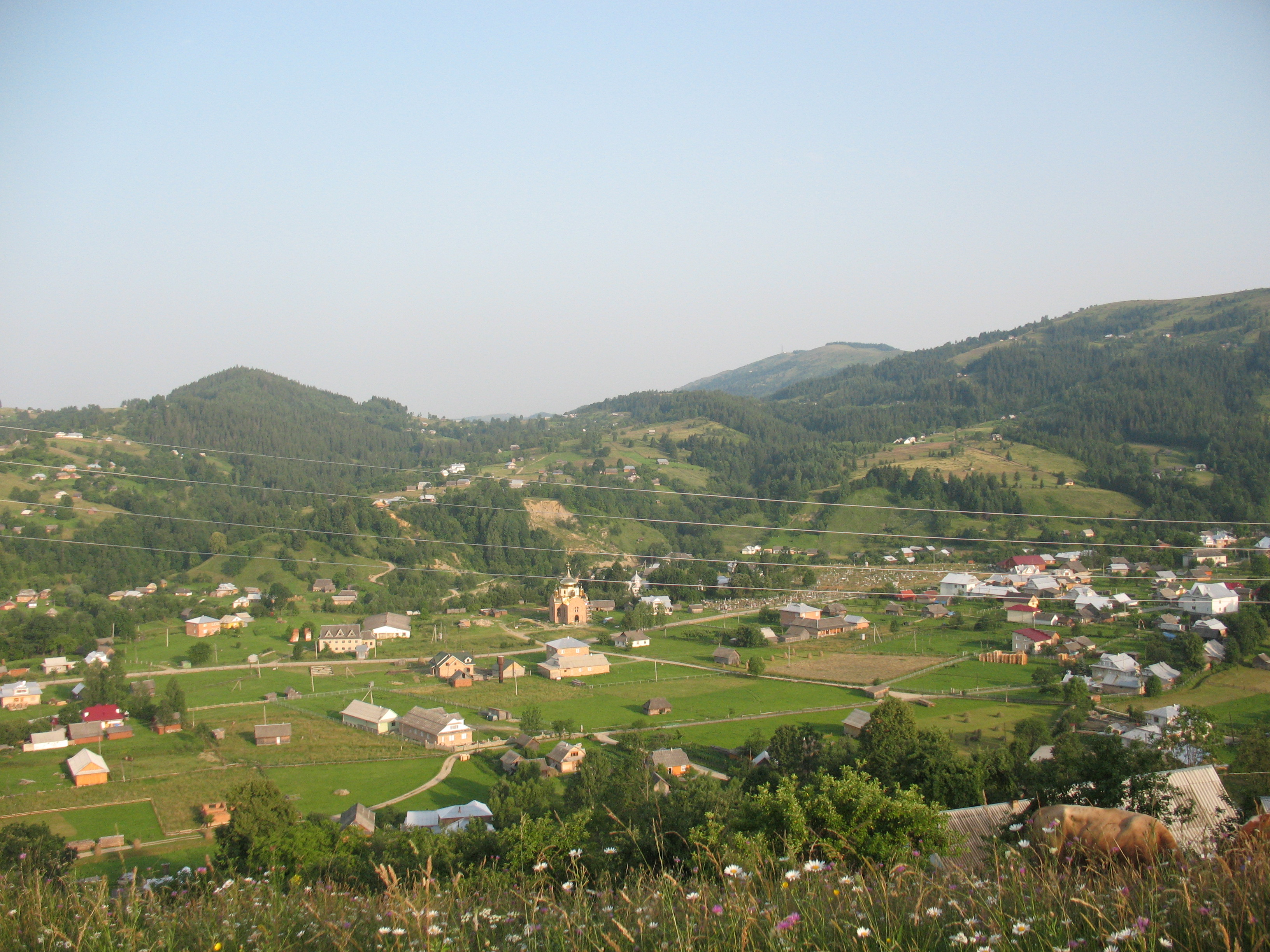
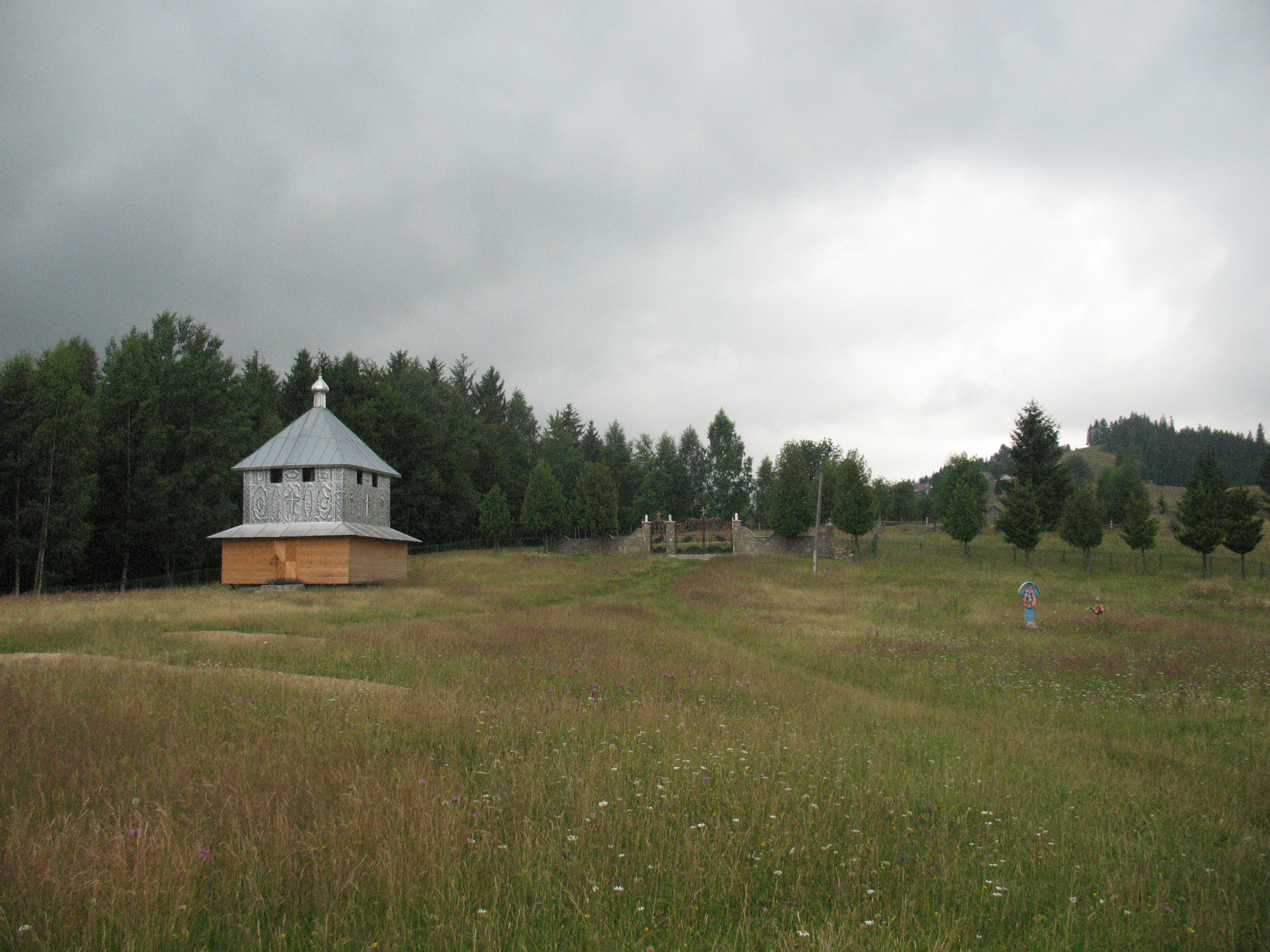
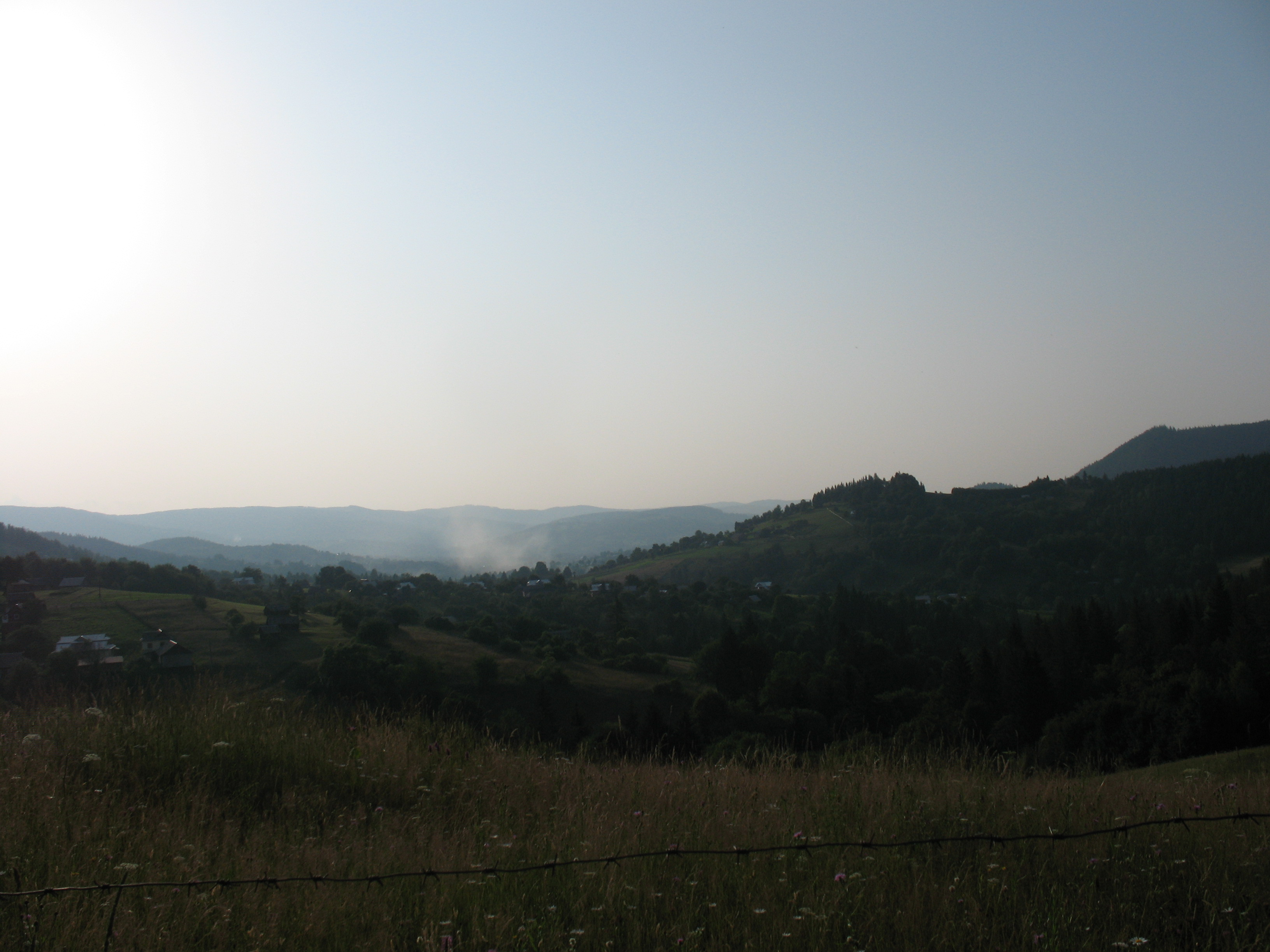